# بلخ، طاجيكستان
بلخ (طاجيكية: Балх)، قبل عام 2017: Kolkhozobod أو Kolkhozabad ( الترجمة الصوتية الروسية)، هي مدينة في طاجيكستان ولا يجب الخلط بينها وبين مدينة بلخ القديمة (باكترا) الواقعة في شمال أفغانستان حاليًا، سُميت المدينة في عام 2017. وهي العاصمة الإدارية لمقاطعة جالوليد الدين بلخي (منطقة كولخوزوبود حتى يونيو 2007) في جنوب غرب منطقة خاتلون. قدر عدد سكان بلخ في عام 2020 بنحو 19000 نسمة.